# Gopher Keys
Pour les articles homonymes, voir Key et Gopher (homonymie).
Les Gopher Keys sont des îles des Keys, archipel des États-Unis d'Amérique situé dans le golfe du Mexique au sud de la péninsule de Floride. Elles relèvent du parc national des Everglades.